# 이르쿠츠크주
이르쿠츠크주(러시아어: Ирку́тская о́бласть Irkutskaya oblastʹ[*]; 부랴트어: Эрхүү можо Erkhüü mojo)는 러시아의 연방주체 (주)이며, 시베리아 남동쪽 안가라, 레나, 니즈냐야퉁구스카강 유역에 위치하고 있습니다. 행정중심은 이르쿠츠크의 도시다. 남쪽과 남서쪽으로는 부랴티야 공화국과 투바 공화국과 접하고 있으며, 이로 인해 몽골의 후브스굴주, 서쪽으로는 크라스노야르스크 변경주, 북동쪽으로는 사하 공화국, 동쪽으로는 자바이칼 변경주와 분리된다. 2021년 인구 조사에 따르면 인구는 2,370,102명이다.

## 지리
이르쿠츠크주는 남쪽으로는 부랴티야 공화국과 투바 공화국에 접해있고, 북동쪽으로 크라스노야르스크 변경주에, 북동쪽으로는 사하 공화국에, 동쪽으로는 자바이칼 변경주에 접해있다. 이 주는 세계에서 가장 깊은 호수인 바이칼호가 있다.

### 시간대
이르쿠츠크주는 이르쿠츠크 시간 (IRKT)에 위치해 있다. UTC와의 시차는 +0900 (IRKT)이다.

### 기후
겨울에는 대부분 거의 0 °C이하로 떨어져 있다. 겨울에는 온도가 -17 °C에서 -33 °C까지 떨어져 있다. 여름에는 +17 °C에서 +33 °C까지 올라간다.

## 문화
이르쿠츠크에서 70km지점에 탈치 박물관이 위치해 있다.

## 행정 구역

### 군
- 안가르스키군
- 발라간스키군
- 보다이빈스키군
- 브라츠키군
- 체렘호프스키군
- 춘스키군
- 이르쿠츠키군
- 카축스키군
- 카탄그스키군
- 카자친스코렌스키군
- 키렌스키군
- 쿠이툰스키군
- 맘스코추이스키군
- 니즈네일림스키 군
- 니즈네우딘스키 군
- 올혼스키군
- 셰렘호프스키 군
- 슬류댠스키군
- 타이셰츠키군
- 툴룬스키군
- 우솔스키군
- 우스티일림스키군
- 우스티쿠츠키군
- 우스티우딘스키군
- 잘라린스키군
- 지갈로프스키군
- 지민스키군

### 도시
- 알자마이
- 앙가르스크
- 바이칼스크
- 비류신스크
- 보다이보
- 브라츠크
- 비호레프카
- 젤레즈노고르스크일림스키
- 지마
- 이르쿠츠크
- 키렌스크
- 니주네우딘스크
- 사얀스크
- 스비르스크
- 슬류댠카
- 타이셰트
- 툴룬
- 우솔레시비르스코예
- 우스티일림스크
- 우스티쿠트
- 체렘호보
- 셸레호프

## 인구
| 연도                | 인구      | ±%      |
| ------------------- | --------- | ------- |
| 1897                | 514,267   | —       |
| 1959                | 1,976,453 | +284.3% |
| 1970                | 2,313,410 | +17.0%  |
| 1979                | 2,559,522 | +10.6%  |
| 1989                | 2,830,641 | +10.6%  |
| 2002                | 2,581,705 | −8.8%   |
| 2010                | 2,428,750 | −5.9%   |
| 2021                | 2,370,102 | −2.4%   |
| Source: Census data |           |         |

2,370,102 (2021년 인구 조사); 2,428,750 (2010년 인구 조사); 2,581,705 (2002년 인구 조사); 2,830,641 (1989년 인구 조사).